# Eutrichapion (Psilocalymma)
Eutrichapion (Psilocalymma) – podrodzaj chrząszczy z rodziny pędrusiowatych i podrodziny Apioninae. 

## Morfologia
Chrząszcze te mają oskórek porośnięty jedynie mikroskopowymi włoskami, wskutek czego wyglądają one na całkiem łyse. Ubarwienie jest zwykle czarne z metalicznie ciemnoniebieskimi lub czarnoniebieskimi pokrywami; czułki co najwyżej podstawę trzonka mogą mieć lekko rozjaśnioną.
Głowa ma wyłupiaste, wydłużone oczy. Ryjek jest u obu płci krótszy niż głowa i przedplecze razem wzięte. W widoku grzbietowym ma wyraźnie zakrzywioną stronę grzbietową.
Punktowanie na przedpleczu jest drobne i mniej lub bardziej gęste. Krótko-owalne pokrywy charakteryzują się brakiem szczecinki wyspecjalizowanej na tylnym końcu dziewiątego międzyrzędu, lekko przeciągniętym dozewnętrznie rzędem drugim oraz połączonymi u szczytu rzędami trzecim i ósmym. Na zapiersiu samca nie występuje guzek.
Genitalia samca cechują się tegmenem o płatach parameroidalnych całkiem pozbawionych części błoniastej, w związku z czym skąpo rozmieszczone szczecinki mikroskopowe wyrastają u nich na części zesklerotyzowanej; oprócz nich na płatach występują również bardzo krótkie, zdrobniałe szczecinki makroskopowe. Krawędź prostegium jest zaokrąglona i wystająca. Wydłużony środkowy płat edeagusa (prącie) ma wierzchołek w widoku bocznym podgięty. Endofallus ma w części nasadowej kolce mikroskopwe (spikule) oraz co najwyżej szczątkowo zaznaczoną fałdkę wzmacniającą, w części wierzchołkowej zaś trzy grupy gęsto upakowanych ząbków.

## Ekologia i występowanie
Owady te są fitofagami żerującymi na bobowatych, głównie z plemienia Vicieae, ale także z Galegeae.
Podrodzaj palearktyczny, w Europie reprezentowany przez cztery gatunki, z których dwa stwierdzono w Polsce – E. facetum i E. punctiger. Na południe Europy Środkowej dociera także E. rhomboidale. W Azji występują wszystkie gatunki, a wschodnia granica zasięgu podrodzaju biegnie przez Syberię Wschodnią i Mongolię. Z Afryki Północnej wykazano te same dwa gatunki co z Polski, oba tylko z Algierii.

## Taksonomia
Takson ten wprowadzony został w 1930 roku przez Hansa Wagnera w publikacji współautorstwa Alberta Winklera pod nazwą Pseudotrichapion w randze podrodzaju w obrębie rodzaju Apion. Autor ten nie podał wówczas jego diagnozy ani nie wyznaczył gatunku typowego, stąd nazwa ta stanowiła nomen nudum. W 1990 roku Jean-Marie Ehret wyznaczył Curculio punctiger gatunkiem typowym Pseudotrichapion. Nazwa ta okazała się jednak młodszym homonimem.
Jako Psilocalymma takson wprowadzony został w 1990 roku przez Miguel A. Alonso-Zarazaga na łamach czasopisma „Graellsia” jako jeden z pięciu podrodzajów w obrębie rodzaju Eutrichapion. Nazwa ta pochodzi od greckich słów ψηλός (psilós) i κάλυμμα (kálymma), oznaczających „wystrzyżone owłosienie”, co odnosi się do niemal łysego oskórka owada. Gatunkiem typowym również wyznaczono Curculio punctiger. 
Do podrodzaju zalicza się pięć opisanych gatunków:
- Eutrichapion arrogans (Wencker, 1858)
- Eutrichapion crassiforme (Bajtenov, 1977)
- Eutrichapion facetum (Gyllenhal, 1839)
- Eutrichapion punctiger (Paykull, 1792)
- Eutrichapion rhomboidale (Desbrochers des Loges, 1870)